# Bartłomiej Kazanowski (zm. ok. 1556)
Bartłomiej Kazanowski herbu Grzymała (ur. ok. 1482 w Radomiu, zm. ok. 1556 Zawichoście) – dworzanin Króla Zygmunta I, podsędek ziemski łukowski 1520, sędzia ziemski łukowski 1538. 1522 r. dziedzic dóbr Kozirynek (obecnie Radzyń Podlaski), poseł.

## Życiorys
Poślubił 30.11.1521 w Piotrkowie Katarzynę Markuszowską.